# Cedi Osman
Cedi Osman (ur. 8 kwietnia 1995) – turecki koszykarz bośniackiego pochodzenia, występujący na pozycjach niskiego skrzydłowego lub rzucającego obrońcy, posiadający także macedońskie obywatelstwo, obecnie zawodnik San Antonio Spurs.

## Życiorys
Osman urodził się w Macedonii. Jego tata jest Turkiem, a mama pochodzi z Bośni. Jego starszy brat Dzaner, również gra w koszykówkę.
Osman zaczął grać w koszykówkę w 2001 roku w klubie KK Bosna. Po odniesieniu pierwszych sukcesów z KK Bosną w 2007 roku, przeniósł się do drużyny juniorów Anadolu Efes. Z racji pochodzenia jego ojca, automatycznie otrzymał obywatelstwo i mógł występować w kadrze Turcji.
Latem 2012 podpisał profesjonalny kontrakt z Anadolu Efes.
25 czerwca 2015, Osman został wybrany z 31 numerem w drafcie NBA przez Minnesota Timberwolves. Tego samego dnia prawa do jego osoby zostały oddane do Cleveland Cavaliers.
6 lipca 2023 trafił w wyniku wymiany do San Antonio Spurs.

## Osiągnięcia
Stan na 3 października 2023, na podstawie, o ile nie zaznaczono inaczej.

### NBA
- Uczestnik Rising Stars Challenge (2019)[7]

### Drużynowe
- Mistrz II ligi tureckiej (2013)
- Wicemistrz Turcji (2015, 2016)[8][9]
- Zdobywca:
  - pucharu Turcji (2015)[8]
  - Superpucharu Turcji (2015)[9]
- Finalista:
  - pucharu Turcji (2014, 2017)[10]
  - Superpucharu Turcji (2016)[10]

### Indywidualne
(* – nagrody przyznane przez portal eurobasket.com)
- Uczestnik meczu gwiazd ligi tureckiej (2015–2017)[8][9][10]
- Zaliczony do:
  - I składu zawodników krajowych ligi tureckiej (2015–2017)*[8][9][10]
  - składu honorable mention ligi tureckiej (2015)*[8]

### Reprezentacja
Seniorów
- Uczestnik:
  - mistrzostw:
    - świata (2014 – 8. miejsce)
    - Europy (2015)

  - kwalifikacji do igrzysk olimpijskich (2016 – 4. miejsce)

Młodzieżowe
- Mistrz Europy:
  - U–20 (2014)
  - U–18 (2013)
- Brązowy medalista:
  - mistrzostw Europy U–20 (2015)
  - turnieju Alberta Schweitzera (2012)
- Uczestnik mistrzostw Europy:
  - U–18 (2012 – 9. miejsce, 2013)
  - U–16 (2011 – 7. miejsce)
- MVP mistrzostw Europy U–20 (2014)
- Najbardziej utalentowany zawodnik turnieju Alberta Schweitzera (2012)
- Zaliczony do I składu mistrzostw Europy U–20 (2014)